# Gewöhnliche Stiefelspinne
Die Gewöhnliche Stiefelspinne oder Stiefel-Plattbauchspinne (Trachyzelotes pedestris), auch als Orangebeinige Plattbauchspinne bezeichnet, ist eine Spinne aus der Familie der Plattbauchspinnen (Gnaphosidae) und überdies die einzige Vertreterin der Gattung der Stiefelspinnen im engeren Sinn (Trachyzelotes). Die xerophile (trockenliebende) Art ist paläarktisch verbreitet.

## Merkmale
Das Weibchen der Gewöhnlichen Stiefelspinne erreicht eine Körperlänge von 6,6 bis 9,4 und das Männchen eine von 4,5 bis sechs Millimetern, womit es sich um einen mittelgroßen Vertreter dieser Familie handelt. Die auffällig gefärbte Art weist einen schmalen Körperbau auf. Die gesamte Grundfärbung der Gewöhnlichen Stiefelspinne ist dunkel rostbraun bis schwarzbraun. Die beiden Geschlechter sehen einander sehr ähnlich und weisen keinen ausgeprägten Geschlechtsdimorphismus auf.
Der Carapax (Rückenschild des Prosomas bzw. Vorderkörpers) erscheint glänzend. Die Augenstellung der Gewöhnlichen Stiefelspinne entspricht der anderer Plattbauchspinnen. Die hintere Augenreihe verläuft gerade und die Augen besitzen etwa den gleichen Abstand zueinander. Das mittlere Augenpaar ist etwas größer als die seitlichen. Ein bei allen Stiefelspinnen vorhandenes Merkmale ist die auch bei dieser Art vorhandene kräftige Bestachelung auf der Frontseite der Cheliceren (Kieferklauen). Zwar sind die beiden Reihen dieser Stacheln unbezahnt, jedoch befinden sich in dichten Abständen dazwischen deutliche Tuberkel (knotige Schwellungen). Das Sternum (Brustschild des Prosomas) ist gänzlich schwarz gefärbt.
Ein weiteres besonders auffälliges Merkmal, das die Gewöhnliche Stiefelspinne aufweist, ist die Färbung der kurz und kräftig gebauten Beine, die bis auf die Femora (Schenkel) und Coxae (Hüftglieder) eine hellgelb bis orange ausfallende Grundfarbe aufweisen. Dies hat zu dem manchmal verwendeten Trivialnamen Orangebeinige Plattbauchspinne geführt. Mit Ausnahme der Metatarsen (Fersenglieder der Tarsen, bzw. Fußglieder) sowie der Tibien (Schienen) des ersten und zweiten Beinpaares weisen die Beine auf der Ventralseite Stacheln auf. Außerdem sind die Femora des ersten Beinpaares anders als die der anderen Beinpaare nicht hell gefleckt. Ferner verfügen die ersten beiden Beinpaare über keine Scopulae (Behaarung der Tarsen), sondern nur über zwei mediane Reihen kurzer ventraler Stacheln an den Metatarsen und Tarsen.
Auf dem ansonsten wie der Großteil des Körpers gefärbten Opisthosoma (Hinterleib) sind die gelbbraunen Stigmata (Atemöffnungen) der Buchlungen (Atmungsorgane) sichtbar. Das Männchen weist hier im Gegensatz zum Weibchen dorsal ein dunkelbraunes Scutum (sklerotisierter bzw. verhärteter Bereich) auf, das mehr als ein Drittel der Oberseite bedeckt, ohne dessen Zentrum zu erreichen.

### Aufbau der Geschlechtsorgane
Die Bulbi (männliche Geschlechtsorgane) haben je eine breite Apophyse (chitinisierter Fortsatz) mit einem kräftigen und lang ausgezogenen, nach distal gerichteten Dorn auf der Innenseite. Der Embolus (Einfuhrorgan des Bulbus) ist  längsgerichtet.
Die Epigyne (weibliches Geschlechtsorgan) verfügt über eine gut sichtbare Medianplatte und eine tiefe Grube, die hinten etwas zugespitzt endet. Am vorderen Rand wird die Epigyne durch eine bogenförmige Leiste begrenzt.

### Ähnliche Arten

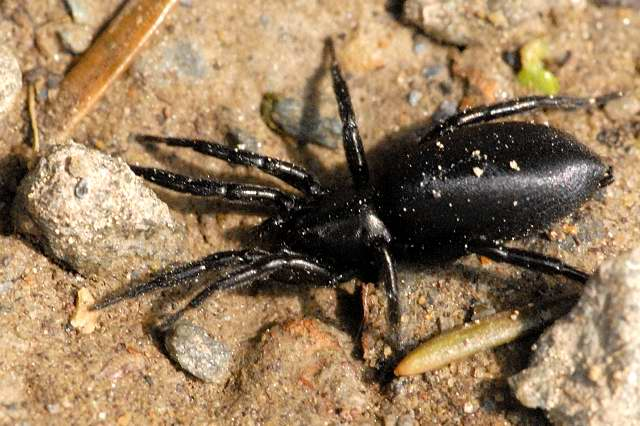
Weibchen von Latreilles Schwarzspinne (Zelotes latreillei), einer der Gewöhnlichen Stiefelspinne ähnlich sehenden Art.

Da die Gattung Trachyzelotes monotypisch ist und keine anderen Arten als die Gewöhnliche Stiefelspinne umfasst, sind ähnliche Arten nur in anderen Gattungen zu finden, beispielsweise in der Gattung der Schwarzspinnen (Zelotes) oder in der Gattung der Kammbeine (Drachyllus), die beide ebenfalls zur Familie der Plattbauchspinnen zählen. So ist besonders Latreilles Schwarzspinne (Zelotes latreillei) der Gewöhnlichen Stiefelspinne hinsichtlich Form und Färbung des Prosomas und Opisthosomas sehr ähnlich. Von den gänzlich schwarz gefärbten Schwarzspinnen lässt sich die Gewöhnliche Stiefelspinne allerdings deutlich durch die Beinfärbung unterscheiden.
Abgesehen von der Gewöhnlichen Stiefelspinne lassen sich die Arten innerhalb der anderen beiden Gattungen zumeist ohnehin nur durch genitalmorphologische Merkmale sicher voneinander unterscheiden.

## Vorkommen
Das Verbreitungsgebiet der Gewöhnlichen Stiefelspinne umfasst Europa, Kaukasien, die Türkei und den Iran. In Europa ist die Art besonders im Westen und in Mitteleuropa vertreten. Nicht vorhanden ist sie in Nowaja Semlja und fast allen Gebieten Russlands mit Ausnahme des Südens des europäischen Teils des Landes und der Oblast Kaliningrad. Auch fehlt die Art in Island, Finnland, Nordirland und der Republik Irland, Sardinien, Litauen, Belarus, der Republik Moldau, Bosnien und Herzegowina, dem Kosovo, der griechischen Insel Kreta, dem europäischen Teil der Türkei und Armenien.
Im Vereinigten Königreich sind die Vorkommen der Gewöhnlichen Stiefelspinne auf den Süden des Landes beschränkt und das Verbreitungsgebiet erstreckt sich hier beinahe diagonal zwischen den Gebieten der Grafschaften Herefordshire und Norfolk. Die Art ist hier an den Küstenregionen häufiger als im Inland.
In Deutschland ist die Gewöhnliche Stiefelspinne aufgrund ihrer Xerophilie besonders in wärmeren Arealen West-, Mittel- und Süddeutschlands zu finden. In Norddeutschland ist die Art deutlich seltener. Eine früher ebenfalls zu der Gattung Trachyzelotes gezählte Spinne, Kulczynskis Stiefelspinne, wurde lediglich bei ihrer Erstbeschreibung im Jahre 1902 seitens Friedrich Wilhelm Bösenberg in Deutschland nachgewiesen und danach im gesamten Mitteleuropa nicht mehr. Diese Spinne wurde mittlerweile als Marinarozelotes kulczynskii (Bösenberg, 1902) in die Gattung Marinarozelotes gestellt.

### Lebensräume

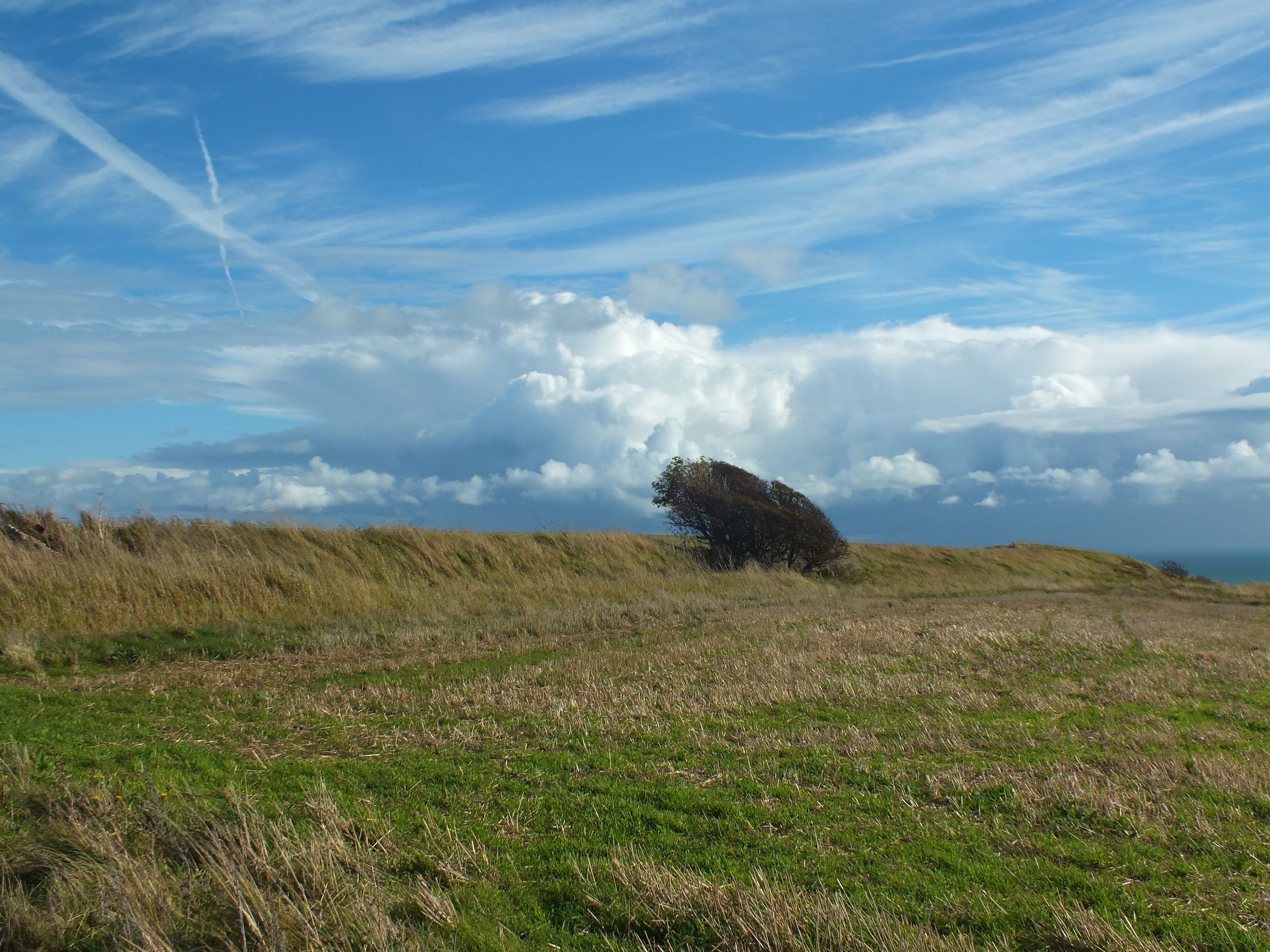
Offene, trockene und sonnige Flächen wie dieser Kalkrasen in Dover (Grafschaft Kent im Südosten Englands) werden von der Gewöhnlichen Stiefelspinne bewohnt.

Die Gewöhnliche Stiefelspinne teilt mit vielen anderen Plattbauchspinnen die Vorliebe für warme, offene und trockene Habitate und bevorzugt besonders solche, die mit wenig Vegetation und südexponiert ausgerichtet sind. Bewohnt werden von der Art etwa Felssteppen, Steinbrüche Halb- und Trockenrasen, Wacholderheiden, Weinberge, Ruderalflächen, Streu, trockene und feuchte Heiden im Binnenland sowie trockenen und offenen Kalkmagerrasen.
Seltener kann die Gewöhnliche Stiefelspinne auch in trockenen lichten Wäldern, an sonnigen Waldrändern, sandigem Grünland, an Straßenrändern und sogar in menschlichen Behausungen gefunden werden. Die Höhengrenze für das Vorkommen der Art liegt bei 700 Metern über dem Meeresspiegel.

### Bedrohung und Schutz
Im Allgemeinen sind die Populationen der Gewöhnlichen Stiefelspinne stabil und zeigen keine rückläufigen Entwicklungen, allerdings werden die Rückgänge von Kalkmagerrasen und Wiesen entlang der Küsten als Bestandsbedrohung der Art gesehen. Dennoch listet die IUCN im Vereinigten Königreich die Gewöhnliche Stiefelspinne in die Kategorie LC („least concern“), womit sie dort keinem Schutzstatus unterliegt.
Gleiches gilt auch für die Gesamtsituation der Art in Deutschland, wo sie in der Roten Liste gefährdeter Arten Tiere, Pflanzen und Pilze Deutschlands als „ungefährdet“ gewertet wird. Hingegen wurden die Bestände der Gewöhnlichen Stiefelspinne in Deutschland vor einiger Zeit noch kritisch betrachtet und sie wurde in der Roten Liste Deutschlands für 2016 noch in die Kategorie 3 („gefährdet“) eingestuft. Somit haben sich die Bestände hier also im Vergleich zu früher vergrößert.
Der allgemeine Bestand der Gewöhnlichen Stiefelspinne wird von der IUCN nicht erfasst.

## Lebensweise
Die Gewöhnliche Stiefelspinne zählt wie die Mehrheit der Arten der Plattbauchspinnen zu den nachtaktiven Vertretern dieser Familie und legt in geeigneten Habitaten für Plattbauchspinnen typische Wohngespinste unter Steinen oder in der Moosschicht an. Hier verbringen die Spinnen den Großteil des Tages, obgleich sie auch zu dieser Zeit aktiv sein können. Im Gegensatz zu den meisten anderen Plattbauchspinnen ist die Gewöhnliche Stiefelspinne nicht ausschließlich bodenbewohnend, sondern in ihrer Aktivitätszeit auch auf Halmen von Gräsern auffindbar.
Mit anderen Plattbauchspinnen teilt aber auch diese Art die ruckartige Fortbewegung, bei der sie gelegentlich und unvermittelt zum Stillstand kommt. Währenddessen ist sie aufgrund ihrer Farbgebung, die der Spinne zur Tarnung dient, auf dem Bodengrund meist schwer zu entdecken.

### Jagdverhalten und Beutefang
Das Jagdverhalten der Gewöhnlichen Stiefelspinne gleicht dem anderer Plattbauchspinnen und somit legt auch diese Art keine Spinnennetze zum Fangzweck von Beutetieren an, sondern erlegt diese freilaufend als Hetzjäger. Beutetiere werden wie für Plattbauchspinnen üblich entweder direkt angesprungen und mit einem Giftbiss außer Gefecht gesetzt oder, sollten sie sich als wehrhaft erweisen, durch an den Boden und an das Beutetier fixierte Spinnenseide immobilisiert werden (siehe auch den Abschnitt „Jagdweisen“ im Artikel Plattbauchspinnen).
Das Beutespektrum der Gewöhnlichen Stiefelspinne ist bis heute nicht ausreichend erforscht. Es ist bekannt, dass von ihr verschiedene Insekten erbeutet werden.

### Phänologie und Fortpflanzung
Die Aktivitätszeit der Gewöhnlichen Stiefelspinne liegt beim Männchen im Zeitraum zwischen März und Juli, beim Weibchen zwischen April und September. Der Höhepunkt der Aktivitätszeit ist bei beiden Geschlechtern im Juni. Über das Fortpflanzungsverhalten der Gewöhnlichen Stiefelspinne ist wie bei vielen anderen Plattbauchspinnen ebenfalls nichts bekannt.

## Systematik
Die Gewöhnliche Stiefelspinne wurde bei ihrer Erstbeschreibung 1837 vom Autor Carl Ludwig Koch in die heute nicht mehr bestehende Gattung Melanophora eingegliedert und erhielt die Bezeichnung Melanophora pedestris. Von Norman I. Platnick und John Alan Murphy wurde die Art bei einer Revision der Gattung der Stiefelspinnen (Trachyzelotes) 1984 unter der Bezeichnung Trachyzelotes pedestris in diese Gattung gestellt, was auch nach einer erneuten Revision der Gattung seitens Gershom Levy im Jahre 1998 weiterhin gültig ist.
Der Artname pedestris stammt aus der lateinischen Sprache und bedeutet übersetzt etwa zu Fuß gehend, was sich mit der Wanderfreudigkeit der Gewöhnlichen Stiefelspinne erklären lässt.